# مرغ چنار
مرغ چنار، روستایی از توابع بخش پاتاوه شهرستان دنا در استان کهگیلویه و بویراحمد ایران است.

## جمعیت
این روستا در دهستان سادات محمودی قرار دارد و براساس سرشماری مرکز آمار ایران در سال ۱۳۹۵، جمعیت آن ۶۸ نفر (۱۲خانوار) بوده است.
البته در سال ۱۴۰۲ و ۱۴۰۳ تعداد خانواده‌ها و جمعیت افزایش یافته است.
این روستا دارای طبیعتی بکر و زیبا است، اطراف روستا کوه‌هایی مرتفع پوشیده از درختان بلوط می‌باشد، در امتداد روستا مزارع گندم و جو می‌باشد و در  انتهای مزارع رودخانه خروشان خرسان باعث شده که در فصل بهار خصوصاً اردیبهشت ماه این روستا منظره چشم نواز را تقدیم ساکنان و مسافران نماید این روستا دارای سه چشمه به نام ماشک کال، چشمه نسه ای و چشمه دره نار می‌باشد. شغل اصلی اهالی کشاورزی و دامداری می‌باشد.